# Cité de Karratha
Le Cité de Karratha est une zone d'administration locale dans l'est de l'Australie-Occidentale en Australie. 

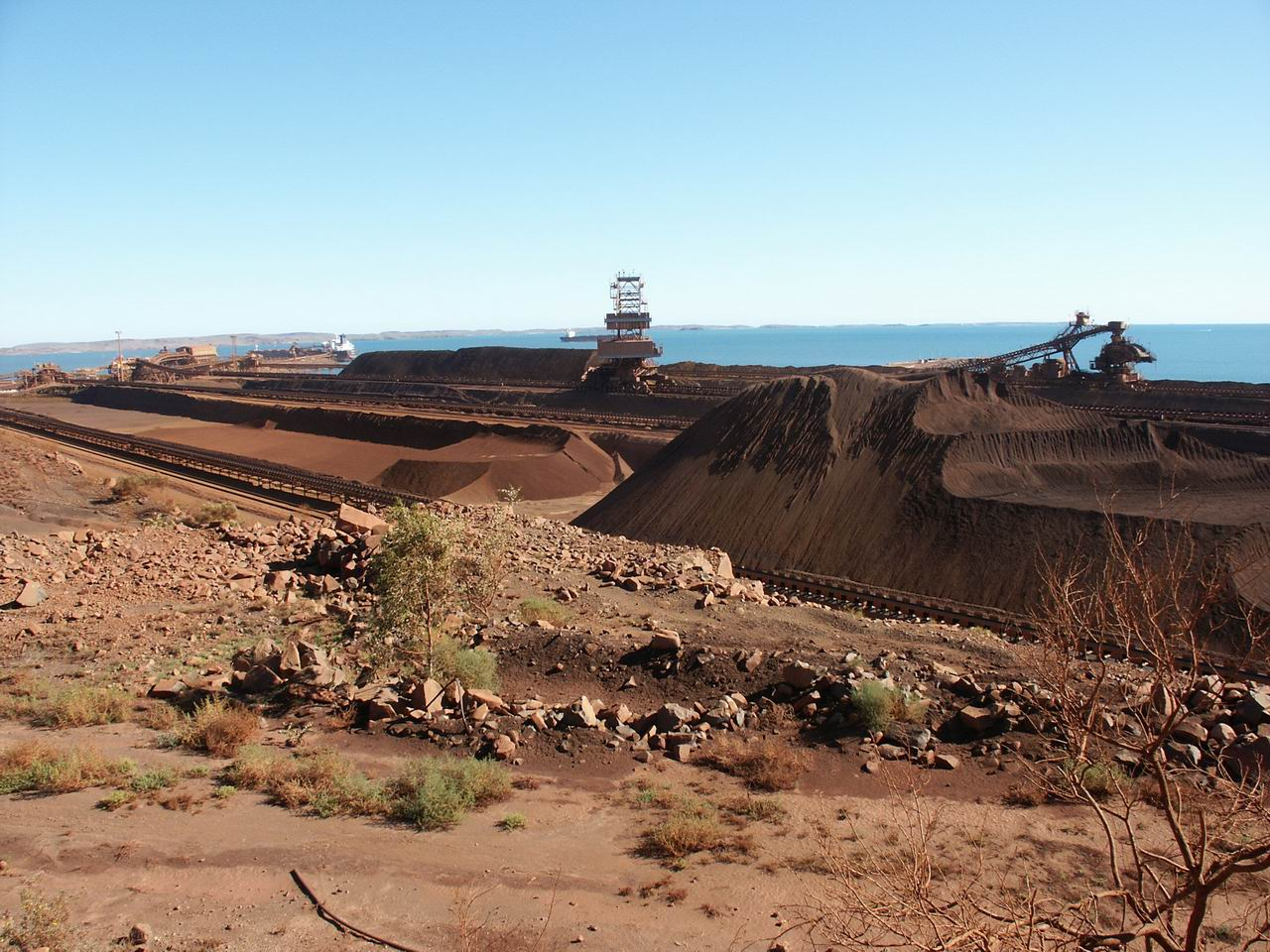
Mine de fer à ciel ouvert à Dampier, dans la ville de Karratha

Le centre administratif du comté, Karratha, abrite la plus grande partie de la population.
Le comté est divisé en un certain nombre de localités:
- Cossack
- Dampier
- Karratha
- Point Samson
- Roebourne
- Wickham

Le comté a 11 conseillers locaux en 4 circonscriptions.